# Jernej Demšar (deskar)
Jernej Demšar, slovenski deskar na snegu, * 12. september 1984, Kranj. 

## Kariera
Jernej Demšar je doma iz Škofje Loke in je član SK Sportpoint. 
Največji uspehi:
- državni prvak v pararelnem veleslalomu (Maribor, januar 2010)